# Municipio de Eagles Nest
El municipio de Eagles Nest (en inglés: Eagles Nest Township) es un municipio ubicado en el condado de St. Louis en el estado estadounidense de Minnesota. En el año 2010 tenía una población de 242 habitantes y una densidad poblacional de 3,12 personas por km².

## Geografía
El municipio de Eagles Nest se encuentra ubicado en las coordenadas 47°50′25″N 92°6′16″O / 47.84028, -92.10444. Según la Oficina del Censo de los Estados Unidos, el municipio tiene una superficie total de 77.5 km², de la cual 65,35 km² corresponden a tierra firme y (15,67 %) 12,14 km² es agua.

## Demografía
Según el censo de 2010, había 242 personas residiendo en el municipio de Eagles Nest. La densidad de población era de 3,12 hab./km². De los 242 habitantes, el municipio de Eagles Nest estaba compuesto por el 99,17 % blancos, el 0,41 % eran asiáticos, el 0,41 % eran de otras razas. Del total de la población el 0 % eran hispanos o latinos de cualquier raza.